# San Felipe (Guainía)
San Felipe es un área no municipalizada de Colombia en el departamento de Guainía, en la parte meridional de este. Inicialmente su centro poblado fue la capital de la comisaría del Guainía, hoy departamento; luego, la capitalidad de este pasó a Puerto Obando (hoy Inírida).  
San Felipe limita al norte con el área no municipalizada de Puerto Colombia, al este con Venezuela, al sur con La Guadalupe y al oeste con la República Federativa de Brasil.
En 2019, hubo un intento de transición de las ANM de San Felipe, Pana Pana, Puerto Colombia a municipio con cabecera en San Felipe; pero la comunidad de los centros poblados implicados votó negativamente en una consulta popular.

## Geografía
San Felipe es una área no municipalizada mayoritariamente plano al igual que La Guadalupe; posee pequeñas ondulaciones que no superan los 200 m de altura.

## Hidrografía
El principal río es el Guainía, que marca además el límite con Venezuela y Brasil.

## Economía y transporte
Sus recursos económicos se basan en la agricultura. Los principales cultivos son los derivados de la yuca brava (casabe y mañoco). Otros cultivos en menor proporción son el maíz, yuca dulce, plátano y cacao. las comunidades indígenas trabajan con materiales propios de la región como la fibra de chiquichiqui, palo brasil, palo boya, arcilla y fibra de cumare. San Felipe cuenta con una pista de aterrizaje; además se comunica por vía fluvial con Puerto Colombia y con localidades en Brasil y Venezuela.

## Habitantes
En el área No Municipalizada de San Felipe conviven los colonos e indígenas. Los colonos son originarios de diferentes ciudades de Colombia (mayoritariamente), Brasil y Venezuela. Las etnias indígenas son dos: Los Curripacos y los Yerales o ñengatú. Los primeros son de ascendencia colombiana, los segundos son brasileros. Los indígenas Curripacos son evangélicos, mientras que los Yerales son católicos.